# 蓬安舊城古建築
蓬安舊城古建築位於四川省南充市蓬安縣，文物遺址年代判定為清代。2007年6月1日公佈為四川省第七批文物保護單位。蓬安旧城古建筑群由文庙、武庙、玉环书院、城隍庙、龙神祠和天主堂组成，位于蓬安县锦屏镇，均属清中晚期修建的木构建筑。